# Leander Paes
Leander Adrian Paes, född 17 juni 1973, är en indisk tennisspelare.
Han har vunnit flera Grand Slam-titlar i dubbel och mixeddubbel. Paes blev 2016 den förste tennisspelaren att delta i sju raka olympiska spel. Hans största framgång i singel är bronsmedaljen i Atlanta-OS 1996. Hans far vann guldmedalj i landhockey i Moskva-OS 1980.